# .tt
.tt — в Інтернеті, національний домен верхнього рівня (ccTLD) для Тринідаду і Тобаго.

## Домени 2-го та 3-го рівнів
В цьому національному домені нараховується близько 756,000 вебсторінок (станом на січень 2007 року).
У наш час використовуються та приймають реєстрації доменів 3-го рівня наступні доменні суфікси (відповідно, існують такі домени 2-го рівня):
| Суфікс   | Регламентовані користувачі                                            |
| .co.tt   | Комерційні установи, корпорації                                       |
| .com.tt  | Комерційні установи, корпорації                                       |
| .edu.tt  | Наукові та дослідницькі установи, коледжі, університети або інститути |
| .gov.tt  | Державні та урядові установи                                          |
| .info.tt | Вебмайданчики інформаційного змісту                                   |
| .it.tt   | Міжнародні організації                                                |
| .mil.tt  | Військові організації                                                 |
| .net.tt  | Провайдери, організації, пов'язані з мережами                         |
| .org.tt  | Неприбуткові, неурядові організації                                   |